# Nazionale femminile di football americano dell'Italia
La nazionale di football americano femminile dell'Italia è la selezione maggiore femminile di football americano della FIDAF che rappresenta l'Italia nelle varie competizioni ufficiali o amichevoli riservate a squadre nazionali femminili.

## Dettaglio stagioni

### Amichevoli
| Stagione | Vin | Par | Per | Tot | PF | PS | avversaria |
| -------- | --- | --- | --- | --- | -- | -- | ---------- |
| 2016     | 0   | 0   | 1   | 1   | 0  | 21 | Spagna     |
| 2019     | 0   | 0   | 1   | 1   | 6  | 12 | Spagna     |
| Totale   | 0   | 0   | 2   | 2   | 6  | 33 |            |

Fonte: americanfootballitalia.com

### Riepilogo partite disputate
| Anno           | Luogo          | Evento                  | Fase del torneo | Incontro        | Risultato |
| 16 luglio 2016 | Castel Giorgio | Il Ritorno dei Supermen |                 | Italia - Spagna | 0 - 21    |
| 2019           | Madrid         | Amichevole              |                 | Spagna - Italia | 12 - 6    |

## Confronti con le altre Nazionali
Questi sono i saldi dell'Italia nei confronti delle Nazionali incontrate.

### Saldo negativo
| Nazionale | Giocate | Vinte | Pareggiate | Perse | PF | PS | Ultima vittoria | Ultimo pari | Ultima sconfitta |
| --------- | ------- | ----- | ---------- | ----- | -- | -- | --------------- | ----------- | ---------------- |
| Spagna    | 2       | 0     | 0          | 2     | 6  | 33 | -               | -           | 2019             |